# 李凡
李凡（？—），女，中华人民共和国外交官，现任中华人民共和国驻波斯尼亚和黑塞哥维那特命全权大使。

## 生平
1998年，李凡进入中华人民共和国外交部工作，先后在外交部北美大洋洲司、外交部政策研究司、外交部驻香港特派员公署、驻德国大使馆任职。曾任驻印度大使馆政务参赞和外交部政策规划司参赞、司领导。2022年，任外交部政策规划司副司长。2024年12月，出任中华人民共和国驻波斯尼亚和黑塞哥维那大使。